# دايفيد يانسن
دايفيد يانسن (بالألمانية: David Jansen)‏ (4 ديسمبر 1987 فورسلن ألمانيا - ) هو لاعب كرة قدم ألماني يلعب كمهاجم.

## روابط خارجية
- دايفيد يانسن على موقع قاعدة بيانات كرة القدم.إي يو (الإنجليزية)
- دايفيد يانسن على موقع بيانات كرة القدم. دي إي (الألمانية)
- دايفيد يانسن على موقع عالم كرة القدم.نت (الإنجليزية)